# Emma Toll
Emma Helfrid Charlotta Toll, född 23 juli 1847 i Nyköping, död 25 januari 1917 i Stockholm, var en svensk målare, tecknare och teckningslärare.

## Biografi
Toll, som var dotter till skräddarmästaren Johan Toll och Helfrid Svensson, studerade vid Konstakademien i Stockholm 1864–1870. Hon vistades i Paris 1878–1883 där hon bland annat studerade för Henri Gervex, Jean Jacques Henner och Carolus-Duran. Vid återkomsten till Sverige anställdes hon som teckningslärare vid Anna Sandströms skola där hon arbetade fram till 1897. Vid sidan av sin tjänst gav hon även privatundervisning i teckning och målning. 
Hon ställde ut i Parissalongen 1880–1881 och hon medverkade i den nordiska industri- och konstutställningen i Köpenhamn 1888. I Sverige deltog hon under årens lopp i ett otal utställningar arrangerade av Svenska konstnärernas förening i Stockholm, Föreningen Svenska Konstnärinnor, Liljevalchs konsthall, Sveriges allmänna konstförening och hon var representerad vid Konstakademiens utställning 1885 med två porträtt. 
Hon tillhörde i unga år kretsen kring Uno Troili och hans hustru. Hon bodde på Brunkebergs hotell som då var hemvist för många av tidens konstnärer, bland andra Axel Fahlcrantz och Julia Strömberg. Hennes konst består av blomsterstilleben, porträtt och genrebilder utförda i olja eller pastell. Toll är representerad vid Östergötlands museum, Nationalmuseum, Bohusläns museum och Nordiska museet. Hon är begravd på Norra begravningsplatsen utanför Stockholm.

## Galleri

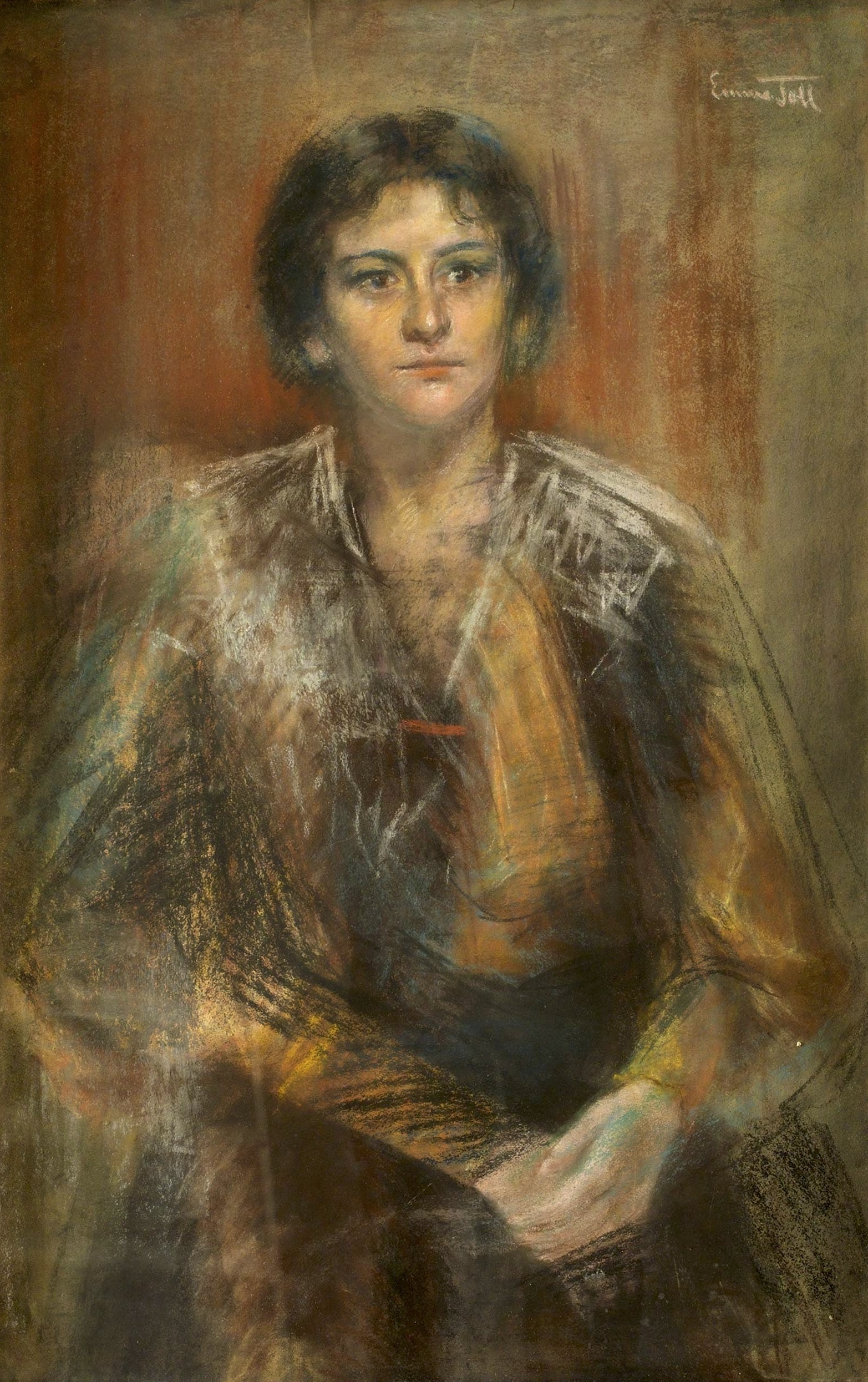
Porträtt av en ung kvinna
Utsikt från Centralplan mot Riddarholmen